# Charles Spencer, III duca di Marlborough
Charles Spencer, III duca di Marlborough e V conte di Sunderland (22 novembre 1706 – Munster, 20 ottobre 1758), è stato un nobile, politico e militare britannico.

## Biografia

### Infanzia e giovinezza

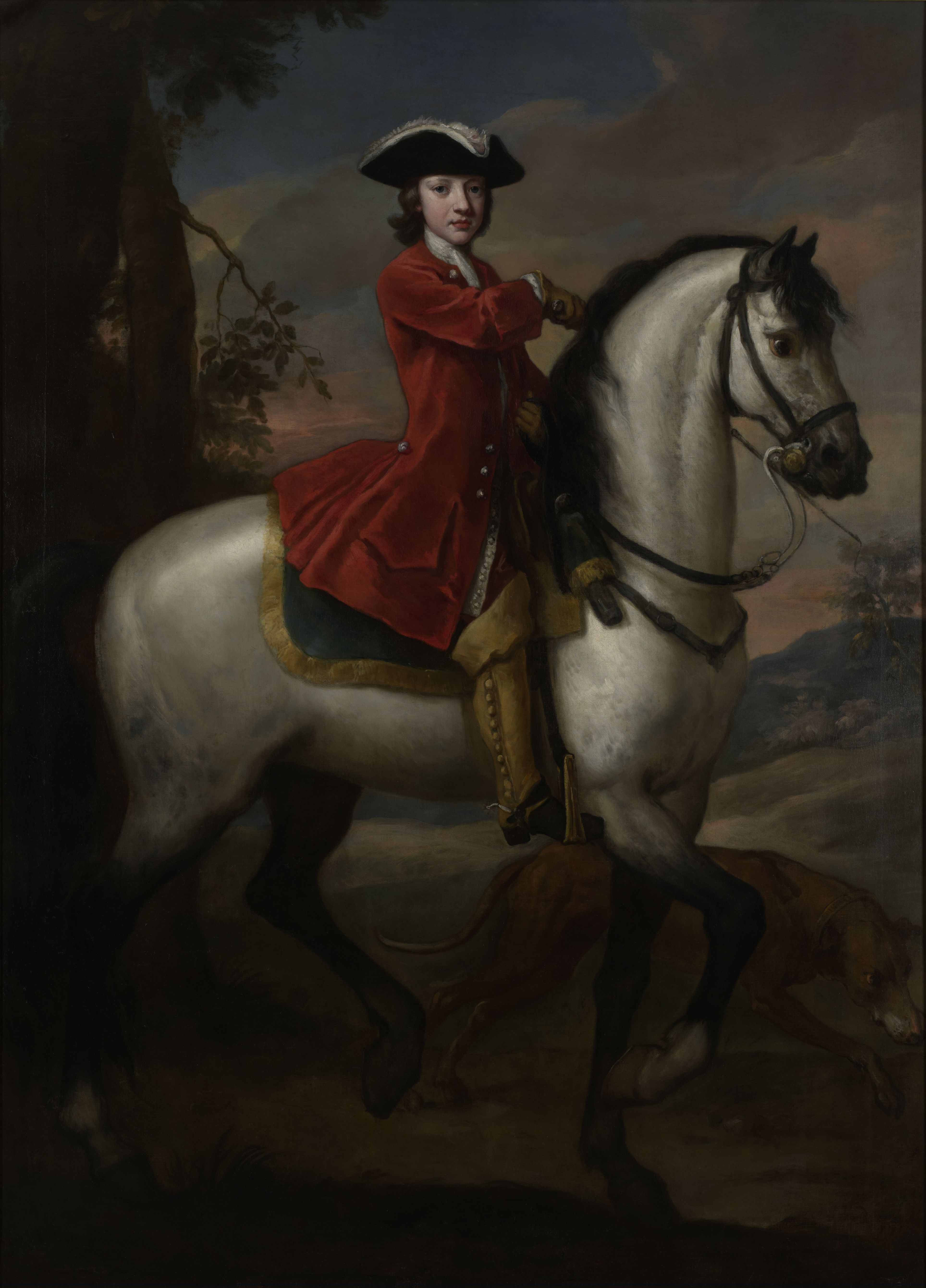
Ritratto equestre di Charles Spencer nell'infanzia

Nato il 22 novembre del 1706, figlio di Charles Spencer, III conte di Sunderland e di Anne Churchill. Data la morte prematura dei fratelli maggiori divenne nel 1729 erede del padre nel titolo comitale, come V conte di Sunderland. Quando quattro anni dopo morì senza eredi maschi la zia Henrietta Godolphin, II duchessa di Marlborough, Charles ereditò il titolo ducale, ma in ottemperanza all'accordo matrimoniale dei genitori dovette lasciare le proprietà degli Spencer al fratello minore John, ma non poté insediarsi a Blenheim fino alla morte della nonna materna, la duchessa vedova Sarah, nel 1744. Oltretutto, l'anziana nobildonna aveva scarsa simpatia per il nipote, soprattutto dopo che questi aveva sposato la giovane Elizabeth Trevor, figlia di Lord Trevor, che era stato avversario politico del duca di Marlborough; per questo la gran parte dell'immenso patrimonio di Sarah era stata ereditata dal cadetto John, mentre Charles, ora duca di Marlborough, si ritrovò con sostanze molto più modeste.

### Matrimonio
Sposò, il 23 maggio 1732, Elizabeth Trevor (1713-1761), figlia di Thomas Trevor, II barone di Trevor. Ebbero cinque figli.

### Carriera
L'ormai Duca di Marlborough prese parte, come da tradizione di famiglia, alla vita politica del Paese. Ereditata dal padre l'avversione per Walpole, si unì nel 1734 al Liberty Club, un gruppo parlamentare ostile al Primo Ministro. Nello stesso anno fu promotore alla Camera dei lord di una proposta di legge per prevenire la confisca delle pensioni militari se non dopo condanna di una corte marziale o del parlamento. La proposta mirava a ingraziarsi i vecchi ufficiali che avevano servito sotto il nonno, in particolare Lord Cobham, suo lontano parente e membro del Liberty Club, che aveva a lungo combattuto con Marlborough sul Continente. Tuttavia, data la contrarietà del re il progetto di legge venne respinto. Sempre nel 1734, in marzo, Marlborough ottenne dalle camere una legge di naturalizzazione per il Principe di Orange, marito della principessa Anna di Hannover.
Tre anni più tardi si avvicinò al Principe di Galles Federico, per sollecitare Henry Fox a votare in favore della pensione parlamentare del principe. Tale mossa era forse dettata anche dal desiderio di ingraziarsi il re Giorgio II, che aveva in forte antipatia Marlborough, sia per il fatto di essere figlio di Lord Sunderland, quindi di una famiglia tradizionalmente vicina agli Stuart, sia per il tentativo ordito dalla nonna Sarah di far sposare sua sorella Diana con il Principe di Galles. L'anno seguente, probabilmente per influenza della moglie, cessò la sua lontananza dalla corte e divenne colonnello del 38º reggimento di fanteria ottenendo anche la carica di Lord of the Bedchamber. Ciò acuì le ire dell'anziana Duchessa di Marlborough, che odiava gli Hannover, già irritata per il matrimonio con la figlia di Lord Trevor; ella cacciò il nipote da Windsor Park, di cui era proprietaria e addirittura fece cancellare il ritratto di lady Bateman, sorella di Charles, che aveva favorito il matrimonio. Negli anni seguenti tuttavia Charles proseguì la carriera militare ottenendo il comando di vari reggimenti e nel 1741 divenne cavaliere della Giarrettiera, riavvicinandosi nel frattempo anche a Robert Walpole.

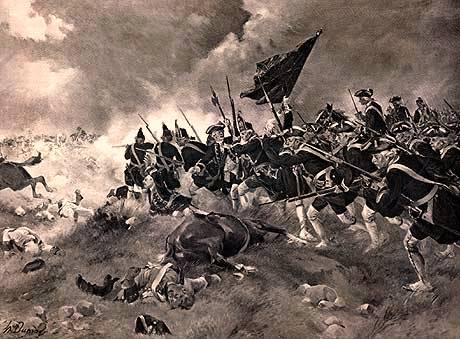
La battaglia di Dettingen

Alla Battaglia di Dettingen (1743) comandò una brigata con successo, ma subito dopo rassegnò le dimissioni in polemica con gli Hannover, secondo Walpole per rientrare nei favori della nonna. Tuttavia quando nel 1745 scoppiò la rivolta giacobita dichiarò il proprio appoggio al governo. Nel 1749 infine entrò nel governo come Lord Steward e nel Consiglio privato. Nel 1755 divenne anche Lord del sigillo privato e nello stesso periodo si allontanò da John Carteret per avvicinarsi a Henry Fox, tentando anche di riconciliare quest'ultimo con il suo storico rivale William Pitt il Vecchio, entrambi a capo delle due principali correnti del partito Whig.

### Guerra dei sette anni
Dal 1757 al 1758 ricoprì l'incarico di Master-General of the Ordnance (comandante dell'esercito e ministro della guerra) nel governo presieduto da un cugino, il Duca di Newcastle, nel quale William Pitt il Vecchio era Ministro degli Esteri e Presidente della Camera dei Comuni.

### Ultimi anni e morte
Nel maggio del 1758, durante la Guerra dei Sette Anni Marlborough ottenne congiuntamente a Lord George Sackville il comando della spedizione navale diretta verso il porto bretone di Saint-Malo, con l'intento di distruggere il naviglio dei corsari francesi impiegati per intercettare le navi mercantili inglesi. La città risultò troppo fortificata e non venne attaccata, ma molte navi corsare vennero date alle fiamme prima del reimbarco. Successivamente, nello stesso anno, gli venne affidato il comando di un contingente britannico da sbarcare in Germania per ricongiungersi con le truppe alleate del principe Ferdinando di Brunswick-Wolfenbüttel. Marlborough sbarcò a Emden e guidò con successo l'operazione, ma non fu in grado di partecipare a nessun combattimento importante perché morì improvvisamente a Munster il 20 ottobre del 1758, probabilmente di dissenteria, anche se corsero voci di avvelenamento. Nel corso della sua carriera era stato anche governatore del Foundling Hospital. Lasciò il comando a John Manners, marchese di Granby.

## Discendenza

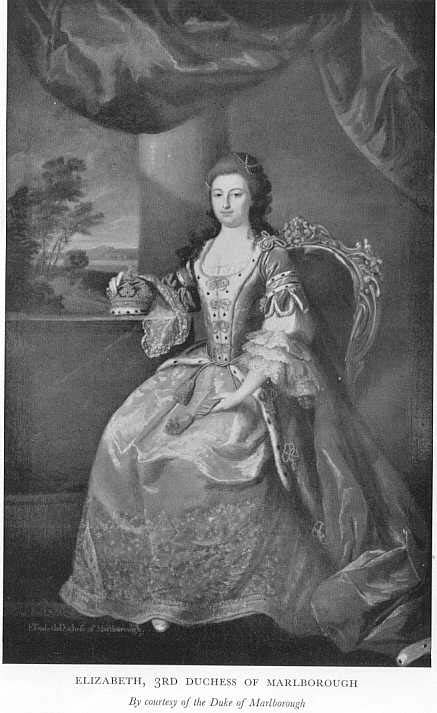
Elizabeth, duchessa di Marlborough

Dal matrimonio tra Charles Spencer e Elizabeth Trevor nacquero:
- Diana Spencer (1734-1808), sposò in prime nozze a Frederick St.John, II visconte Bolingbroke ed ebbero due figli, sposò in seconde nozze a Topham Beauclerk ed ebbero quattro figli;
- Elizabeth Spencer (1737-30 aprile 1831), sposò Henry Herbert, X conte di Pembroke, ebbero un figlio;
- George Spencer, IV duca di Marlborough (26 gennaio 1739-29 gennaio 1817);
- Lord Charles Spencer (31 marzo 1740-16 giugno 1820), sposò Mary Beauclerk, ebbero tre figli;
- Lord Robert Spencer (3 maggio 1747-23 giugno 1831).

## Ascendenza
|                                          |                   |                                   | Genitori                             |  |  | Nonni |  |  | Bisnonni                             |  |  | Trisnonni                                          |  |
|                                          |                   |                                   |                                      |  |  |       |  |  | Henry Spencer, I conte di Sunderland |  |  | William Spencer, II barone Spencer di Wormleighton |  |
|                                          |                   |                                   |                                      |  |  |       |  |  | Henry Spencer, I conte di Sunderland |  |  | William Spencer, II barone Spencer di Wormleighton |  |
|                                          |                   | Penelope Wriothesley              |                                      |  |  |       |  |  | Henry Spencer, I conte di Sunderland |  |  |                                                    |  |
| Robert Spencer, II conte di Sunderland   |                   |                                   |                                      |  |  |       |  |  | Henry Spencer, I conte di Sunderland |  |  |                                                    |  |
|                                          |                   | Dorothy Sidney                    | Robert Sidney, II conte di Leicester |  |  |       |  |  |                                      |  |  |                                                    |  |
|                                          |                   | Dorothy Sidney                    | Robert Sidney, II conte di Leicester |  |  |       |  |  |                                      |  |  |                                                    |  |
|                                          |                   | Dorothy Sidney                    | Dorothy Percy                        |  |  |       |  |  |                                      |  |  |                                                    |  |
| Charles Spencer, III conte di Sunderland |                   | Dorothy Sidney                    |                                      |  |  |       |  |  |                                      |  |  |                                                    |  |
|                                          |                   | George Digby, II conte di Bristol | John Digby, I conte di Bristol       |  |  |       |  |  |                                      |  |  |                                                    |  |
|                                          |                   | George Digby, II conte di Bristol | John Digby, I conte di Bristol       |  |  |       |  |  |                                      |  |  |                                                    |  |
|                                          |                   | George Digby, II conte di Bristol | Beatrice Walcott                     |  |  |       |  |  |                                      |  |  |                                                    |  |
| Anne Digby                               |                   | George Digby, II conte di Bristol |                                      |  |  |       |  |  |                                      |  |  |                                                    |  |
|                                          |                   | Anne Russell                      | Francis Russell, IV conte di Bedford |  |  |       |  |  |                                      |  |  |                                                    |  |
|                                          |                   | Anne Russell                      | Francis Russell, IV conte di Bedford |  |  |       |  |  |                                      |  |  |                                                    |  |
|                                          |                   | Anne Russell                      | Catherine Brydges                    |  |  |       |  |  |                                      |  |  |                                                    |  |
| Charles Spencer, III duca di Marlborough |                   | Anne Russell                      |                                      |  |  |       |  |  |                                      |  |  |                                                    |  |
|                                          | Winston Churchill | John Churchill                    |                                      |  |  |       |  |  |                                      |  |  |                                                    |  |
|                                          | Winston Churchill | John Churchill                    |                                      |  |  |       |  |  |                                      |  |  |                                                    |  |
|                                          | Winston Churchill | Sarah Winston                     |                                      |  |  |       |  |  |                                      |  |  |                                                    |  |
| John Churchill, I duca di Marlborough    | Winston Churchill |                                   |                                      |  |  |       |  |  |                                      |  |  |                                                    |  |
|                                          |                   | Elizabeth Drake                   | John Drake, I baronetto              |  |  |       |  |  |                                      |  |  |                                                    |  |
|                                          |                   | Elizabeth Drake                   | John Drake, I baronetto              |  |  |       |  |  |                                      |  |  |                                                    |  |
|                                          |                   | Elizabeth Drake                   | Eleanor Boteler                      |  |  |       |  |  |                                      |  |  |                                                    |  |
| Anne Churchill                           |                   | Elizabeth Drake                   |                                      |  |  |       |  |  |                                      |  |  |                                                    |  |
|                                          |                   | Richard Jennings                  | John Jennings                        |  |  |       |  |  |                                      |  |  |                                                    |  |
|                                          |                   | Richard Jennings                  | John Jennings                        |  |  |       |  |  |                                      |  |  |                                                    |  |
|                                          |                   | Richard Jennings                  | Alice Spencer                        |  |  |       |  |  |                                      |  |  |                                                    |  |
| Sarah Jennings                           |                   | Richard Jennings                  |                                      |  |  |       |  |  |                                      |  |  |                                                    |  |
|                                          |                   | Frances Thornhurst                | Gifford Thornhurst                   |  |  |       |  |  |                                      |  |  |                                                    |  |
|                                          |                   | Frances Thornhurst                | Gifford Thornhurst                   |  |  |       |  |  |                                      |  |  |                                                    |  |
|                                          |                   | Frances Thornhurst                | Susanna Temple                       |  |  |       |  |  |                                      |  |  |                                                    |  |
|                                          |                   | Frances Thornhurst                |                                      |  |  |       |  |  |                                      |  |  |                                                    |  |